# Postcard from Morocco
Postcard from Morocco (en español, Postal desde Marruecos) es una ópera en un acto con música de Dominick Argento y libreto escrito por John Donahue. Se basa en A Child's Garden of Verse de Robert Louis Stevenson.  Se estrenó el 14 de octubre de 1971 en Mineápolis.
Fue un encargo de la Center Opera Company (hoy la Ópera de Minnesota). Se ambienta en una estación de tren en un lugar exótico en el año 1914. El estreno mundial de la ópera tuvo lugar el 14 de octubre de 1971, en el Teatro Cedar Village, Mineápolis (Minnesota), dirigida por Philip Brunelle y dirección escénica de John Donahue. El diseño de escenario y vestuario fue de Jon Barkla y el diseño de iluminación de Karlis Ozols.  Tuvo un gran éxito y se produjo después en Nueva York y por todo el mundo. Fue el primer gran éxito internacional de Argento, una obra maestra que ejemplifica las habilidades de Argento como compositor, "la música de Argento habla a su público con una frescura y ardor singulares".
Esta ópera rara vez se representa en la actualidad; en las estadísticas de Operabase aparece con solo 1 representación en el período 2005-2010.

## Grabación
| Año  | Reparto (Dama con un espejo de mano, Dama con una caja de pastel, Cantante extranjero, Hombre con equipaje viejo/ Títere #1, el señor Owen, Vendedor de zapatos/ Títere #2, Hombre con caja de corneta/ Titiritero) | Teatro de ópera y orquesta, Director                 | Discográfica    |
| ---- | --- | ---------------------------------------------------- | --------------- |
| 1972 | Sarita Roche, Barbara Brant, Janis Hardy, Yale Marshall, Vern Sutton, Barry Busse, Edward Foreman | Orquesta de la Center Opera Company, Philip Brunelle | Audio CD: Desto |